# Regina Elphinstone (circonscription saskatchewanaise)
Pour les articles homonymes, voir Regina (homonymie) et Elphinstone.
Circonscription électorale provinciale du Canada
Regina Elphinstone est une circonscription électorale provinciale de la Saskatchewan au Canada. Elle est représentée à l'Assemblée législative de la Saskatchewan de 1975 à 2003.

## Liste des députés
| Parlement                                                                                       | Années                                                                       | Député                                                                       | Député                                                                       | Parti                                                                        |
| Regina Elphinstone                                                                              | Regina Elphinstone                                                           | Regina Elphinstone                                                           | Regina Elphinstone                                                           | Regina Elphinstone                                                           |
| Circonscription issue de Regina Centre, Regina North West et Regina Lakeview                    | Circonscription issue de Regina Centre, Regina North West et Regina Lakeview | Circonscription issue de Regina Centre, Regina North West et Regina Lakeview | Circonscription issue de Regina Centre, Regina North West et Regina Lakeview | Circonscription issue de Regina Centre, Regina North West et Regina Lakeview |
| ----------------------------------------------------------------------------------------------- | ---------------------------------------------------------------------------- | ---------------------------------------------------------------------------- | ---------------------------------------------------------------------------- | ---------------------------------------------------------------------------- |
| 18e                                                                                             | 1975–1978                                                                    |                                                                              | Allan Blakeney                                                               | Néo-démocrate                                                                |
| 19e                                                                                             | 1978–1982                                                                    |                                                                              | Allan Blakeney                                                               | Néo-démocrate                                                                |
| 20e                                                                                             | 1982–1986                                                                    |                                                                              | Allan Blakeney                                                               | Néo-démocrate                                                                |
| 21e                                                                                             | 1986–1988                                                                    |                                                                              | Allan Blakeney                                                               | Néo-démocrate                                                                |
| 21e                                                                                             | 1988-1991                                                                    | Dwain Lingenfelter                                                           |                                                                              | Néo-démocrate                                                                |
| 22e                                                                                             | 1991–1995                                                                    | Dwain Lingenfelter                                                           |                                                                              | Néo-démocrate                                                                |
| 23e                                                                                             | 1995–1999                                                                    | Dwain Lingenfelter                                                           |                                                                              | Néo-démocrate                                                                |
| 23e                                                                                             | 1999–2001                                                                    | Dwain Lingenfelter                                                           |                                                                              | Néo-démocrate                                                                |
| 23e                                                                                             | 2001-2003                                                                    | Warren McCall                                                                |                                                                              | Néo-démocrate                                                                |
| Circonscription fusionnée dans Regina Walsh Acres, Regina Rosemont et Regina Elphinstone-Centre |                                                                              |                                                                              |                                                                              |                                                                              |